# André Marie
André Marie (Honfleur, 3 december 1897 - Rouen, 12 juni 1974) was een Frans liberaal politicus.

## Biografie
André Marie studeerde rechten en was advocaat. Tussen 1928 en 1962 zat hij als afgevaardigde van het departement Seine-Inférieure in de Franse Nationale Vergadering (Assemblée Nationale). Hij maakte deel uit van de Radicaal-Socialistische (RRRS) fractie. Van 26 oktober tot 24 november 1933 was hij onderstaatssecretaris voor Elzas-Lotharingen in het kabinet van premier Albert Sarraut (RRRS). Hij was hierna nog enkele keren onderstaatssecretaris en vervolgens Frans afgevaardigde bij de Volkenbond.
André Marie werd aan het einde van de Tweede Wereldoorlog gevangengezet in het concentratiekamp Buchenwald.

## Ministerschap en premierschap
André Marie hervatte na de Tweede Wereldoorlog zijn carrière. In het kabinet van premier Paul Ramadier (22 januari - 24 november 1947) en het kabinet van premier Robert Schuman (24 november 1947 - 26 juli 1948) was Marie minister van justitie.
Op 24 juli 1948 volgde Marie Robert Schuman (MRP) op als premier (Président du Conseil). Na een maand (2 september 1948) moest hij echter alweer aftreden. Hierna was hij vicepremier in de kabinetten-Schuman en Queuille (2 september 1948 - 13 februari 1949). Van 11 september 1948 tot 13 februari 1949 was hij tevens minister van justitie. Als minister van justitie weigerde hij de communisten te vervolgen na een grote mijnwerkersstaking.
Na een korte periode geen ministerspost te hebben bekleed, werd Marie op 11 augustus 1951 minister van onderwijs en bleef dit tot 19 juni 1954.
André Marie was van 1945 tot 1974 burgemeester van Barentin. Hij plaatste als burgemeester tal van standbeelden van beroemde personen in zijn stad ("het museum in de straat").
André Marie overleed op 76-jarige leeftijd, op 12 juni 1974 te Rouen.